# Black Slate
Black Slate is een Britse reggaeband. 
De groep werd in 1974 opgericht door muzikanten uit Engeland, Jamaica en Anguilla. De groep trad op als begeleidingsgroep voor Jamaicaanse reggaezangers die in het Verenigd Koninkrijk optraden. In 1977 had de groep een hitje in Nederland en Vlaanderen met Sticks Man (samen met de Disco Reggae Band). De plaat behaalde de 31ste plaats in de Nederlandse Top 40 en de 14de plaats in de Ultratop. De grootste hit van de groep is Amigo uit 1980. Deze behaalde de 9de plaats in het Verenigd Koninkrijk, de 15de in Nederland en de 21ste in Vlaanderen. De groep maakte enkele albums tussen 1980 en 1985. Daarna hield de groep op te bestaan maar in 2014 werd een nieuw album uitgebracht.